# Lucie Pluhařová
Lucie Pluhařová (* 28. června 1981 Zlín) je česká politička a ředitelka 14|15 Baťova institutu ve Zlíně, od roku 2022 zastupitelka města Zlína, členka hnutí ANO 2011.

## Život
Získala vysokoškolské vzdělání v oboru Anglický jazyk a literatura na Slezské univerzitě v Opavě a v oboru Marketing a Management na Univerzitě Tomáše Bati ve Zlíně. Po studiu vysoké školy působila postupně na různých pozicích až po úroveň vrcholné manažerky v oblasti mezinárodního obchodu a projektového řízení. V prvním zaměstnání pracovala v letech 2012 až 2014 jako plánovač výroby a projektový vedoucí ve firmě Fremach Morava s.r.o. Mezi roky 2014 až 2017 pracovala jako projektový manažer a později jako vedoucí oddělní konstrukce, obchodu a projektového managementu ve Strojírenském kovovýrobním družstvu SKD. V letech 2017 až 2020 pracovala jako Key account manager pro firmu Microtechnic. V březnu roku 2021 se stala předsedkyní představenstva společnosti Industry Servis, ZK spravující Strategickou průmyslovou zónu Holešov.

## Politické působení
V komunálních volbách v roce 2018 neúspěšně kandidovala jako nestranička do zastupitelstva Zlína z 26. místa kandidátky hnutí ANO. Neuspěla také v krajských volbách v roce 2020, když kandidovala již jako členka ANO z předposledního 48. místa kandidátky hnutí ANO do Zastupitelstva Zlínského kraje.
V komunálních volbách v roce 2022 znovu kandidovala do zastupitelstva Zlína, tentokrát z 9. místa kandidátky hnutí ANO. V tomto případě již byla zvolena.
Ve volbách do Senátu PČR v roce 2022 kandidovala za hnutí ANO v obvodu č. 76 – Kroměříž. V prvním kole vyhrála s podílem hlasů 20,95 %, a postoupila tak do druhého kola, v němž se utkala s kandidátkou hnutí NEZ Janou Zwyrtek Hamplovou. Ve druhém kole však prohrála poměrem hlasů 49,34 % : 50,65 %, a senátorkou se tak nestala.